# Becéző szavak
A Becéző szavak (eredeti cím: Terms of Endearment) 1983-ban bemutatott amerikai drámai vígjáték, James L. Brooks elsőfilmes rendezése. A film alapjául Larry McMurtry azonos című regénye szolgált. A főszerepben Shirley MacLaine, Debra Winger, Jack Nicholson és John Lithgow. A produkciót tizenegy Oscar-díjra jelölték, amelyből elnyerte a legjobb filmnek, rendezőnek, forgatókönyvnek, női főszereplőnek és férfi mellékszereplőnek járó szobrocskát. A film továbbá öt Golden Globe-díjat nyert, valamint BAFTA-díjra és David di Donatello-díjra is jelölték.

## Cselekmény
Aurora (Shirley MacLaine) állhatatos asszony, aki nem tud elszakadni lányától, Emmától (Debra Winger). Emma nehezen tud az uralkodó természetű anyja mellett érvényesülni. Aurora férje halála óta minden házassági ajánlatot visszautasított, hogy több időt tölthessen a lányával. Emma csak egy kiutat lát az anyjától, mégpedig Flapet (Jeff Daniels), a fiatal egyetemi docenst.
Emma anyja minden tiltakozása ellenére feleségül megy Flaphez, másik városba költöznek és három gyermek édesanyja lesz. A házasságot azonban beárnyékolják a pénzügyi nehézségek, valamint Flap viszonya egy másik nővel. Emma érzelmileg az édesanyjára hagyatkozik. Eközben Aurora közelebb kerül a szomszéd Garretthez (Jack Nicholson), aki nyugdíjas asztronauta. A férfi segít a nőnek levetkőzni elavult világnézetét és visszavezeti önmaga felé.
Flap költözéseit megelégelve Emma elválik a férjétől, és visszatér az édesanyjához a gyerekekkel. Emma azonban súlyos beteg lesz, és kórházba kerül. Aurora erősen kitart a lánya mellett, minden fájdalma ellenére, hogy Garrett szakított vele. Emma az anyja gondjaira bízza a gyermekeit, és hamarosan meghal. Lánya halála után Garrett újra megjelenik Aurora életében, és megismerkedik Emma gyermekeivel.

## Szereplők
| Színész           | Szerep               | Magyar hang               | Magyar hang                           |
| Színész           | Szerep               | 1. magyar változat (1987) | 2. magyar változat (1992–1994 között) |
| ----------------- | -------------------- | ------------------------- | ------------------------------------- |
| Shirley MacLaine  | Aurora Greenway      | Bodnár Erika              | Udvaros Dorottya                      |
| Debra Winger      | Emma Greenway Horton | Kovács Nóra               | Kiss Erika                            |
| Jack Nicholson    | Garrett Breedlove    | Bodrogi Gyula             | Reviczky Gábor                        |
| Danny DeVito      | Vernon Dahlart       | Harkányi Endre            | Harkányi Endre                        |
| Jeff Daniels      | Flap Horton          | Hegedűs D. Géza           | Széles László                         |
| John Lithgow      | Sam Burns            | Ujréti László             | Dunai Tamás                           |
| Lisa Hart Carroll | Patsy Clark          | Bencze Ilona              | Götz Anna                             |

## Fontosabb díjak és jelölések
| Díj                    | Kategória                                    | Eredmény |
| ---------------------- | -------------------------------------------- | -------- |
| Golden Globe-díj       | legjobb filmdráma                            | Elnyerte |
| Golden Globe-díj       | legjobb rendező                              | Jelölve  |
| Golden Globe-díj       | legjobb női főszereplő: Shirley MacLaine     | Elnyerte |
| Golden Globe-díj       | legjobb női főszereplő: Debra Winger         | Jelölve  |
| Golden Globe-díj       | legjobb férfi mellékszereplő: Jack Nicholson | Elnyerte |
| Golden Globe-díj       | legjobb forgatókönyv                         | Elnyerte |
| Oscar-díj              | legjobb film                                 | Elnyerte |
| Oscar-díj              | legjobb rendező                              | Elnyerte |
| Oscar-díj              | legjobb adaptált forgatókönyv                | Elnyerte |
| Oscar-díj              | legjobb női főszereplő: Shirley MacLaine     | Elnyerte |
| Oscar-díj              | legjobb női főszereplő: Debra Winger         | Jelölve  |
| Oscar-díj              | legjobb férfi mellékszereplő: Jack Nicholson | Elnyerte |
| Oscar-díj              | legjobb férfi mellékszereplő: John Lithgow   | Jelölve  |
| Oscar-díj              | legjobb látványterv                          | Jelölve  |
| Oscar-díj              | legjobb hang                                 | Jelölve  |
| Oscar-díj              | legjobb vágás                                | Jelölve  |
| Oscar-díj              | legjobb eredeti filmzene                     | Jelölve  |
| BAFTA-díj              | legjobb női főszereplő: Shirley MacLaine     | Jelölve  |
| David di Donatello-díj | legjobb külföldi film                        | Jelölve  |
| David di Donatello-díj | legjobb külföldi színésznő: Shirley MacLaine | Elnyerte |
| David di Donatello-díj | legjobb külföldi színésznő: Debra Winger     | Jelölve  |